# الكداب وصاحبه (فلم)
فيلم مصري تم عرضه في 7 أغسطس 1989 ومدة الفيلم 100 دقيقة.

## قصة الفيلم
يُصاب زوج شقيقة خليل المحامي خلال تصويره لأحد مباريات الكرة، فيفكر المحامي في رَفْع قضية تعويض على شركة الإعلانات صاحبة اللوحة الإعلانية التي سقطت على شقيق زوجته

## ابطال الفيلم
| اسم الممثل    | دوره                |
| ------------- | ------------------- |
| فؤاد المهندس  | (المحامي خليل حلمي) |
| لبلبة         | (علا)               |
| أحمد بدير     | (مصطفى حبلص)        |
| لوسي          | (نرجس)              |
| عبده الوزير   | (حسام)              |
| محمد الشرقاوي | (سلام مساعد علا)    |
| عزيزة راشد    |                     |
| نصر حماد      | (حليم)              |
| حمدي يوسف     | (حسام المجري)       |
| صلاح يحيى     |                     |
| محمد لطيف     |                     |
| حسن سالم      |                     |
| وائل عقيد     |                     |
| شيماء عقيد    |                     |
| ابتسام محمود  |                     |
| سيد عناني     |                     |
| سيد مصطفى     |                     |
| كمال الديساوي |                     |
| احمد قنديل    |                     |
| عماد المصري   |                     |
| نجوى ربيع     |                     |

## فريق العمل
| فريق العمل                                             | دوره                          |
| ------------------------------------------------------ | ----------------------------- |
| مصر للإستوديوهات والإنتاج السينمائي (مصر للاستوديوهات) | (الطبع والتحميض)              |
| سعد عبد الرحمن                                         | (رئيس قطاع المعامل)           |
| ماجد موسى                                              | (مصحح الآلوان)                |
| أحمد ثروت                                              | (مخرج)                        |
| ماهر إبراهيم                                           | (قصة وسيناريو وحوار)          |
| منى ياقوت                                              | (مدير الإنتاج)                |
| حمدي رأفت                                              | (ماكيير)                      |
| محمد الطباخ                                            | (مونتير)                      |
| رضا السيد                                              | (مدير التصوير)                |
| أحمد أبو زيد                                           | (الألحان والموسيقى التصويرية) |
| سيد حامد                                               | (مهندس الصوت)                 |
| الشحري                                                 | (المقدمة)                     |

## وصلات خارجية
- مقالات تستعمل روابط فنية بلا صلة مع ويكي بيانات
- الكداب وصاحبه على الدهليز
- الكداب وصاحبه على كاروهات